# IC 564
IC 564 — галактика типу Scd у сузір'ї Секстант.
Цей об'єкт міститься в оригінальній редакції індексного каталогу.